# (8144) Hiragagennai
(8144) Hiragagennai ist ein im äußeren Hauptgürtel gelegener Asteroid, der am 14. November 1982 von den japanischen Astronomen Hiroki Kōsai und Kiichirō Furukawa am Kiso-Observatorium (IAU-Code 381) der Universität Tokio entdeckt wurde.
Der Asteroid ist Mitglied der Koronis-Familie, einer Gruppe von Asteroiden, die nach (158) Koronis benannt ist. Die zeitlosen (nichtoskulierenden) Bahnelemente von (8144) Hirgagennai sind fast identisch mit denjenigen von elf weiteren Asteroiden wie zum Beispiel (34103) Sugankannan und (71447) 2000 AY239.
Der mittlere Durchmesser des Asteroiden wurde mit 6,612 (±0,119) km berechnet, die Albedo mit 0,255 (±0,024).
(8144) Hiragagennai wurde am 6. Januar 2003 nach dem japanischen Gelehrten, Erfinder und Schriftsteller Hiraga Gennai (1728–1780) benannt.